# Hayden Roulston
Hayden Roulston (n. 10 ianuarie 1981, Ashburton⁠(d), Canterbury Region⁠(d), Noua Zeelandă) este un ciclist neozeelandez, medaliat olimpic. A participat la 3 ediții ale Jocurilor Olimpice (2004, 2008, 2016) în care a câștigat o medalie de argint.